# Ángel Sánchez (jesuita)
Ángel Sánchez Aljofrín, S. I. (Medina de Rioseco, provincia de Valladolid, 1 de marzo de 1727 - Palencia, 1803), fue un humanista, filósofo, teólogo, poeta y traductor español.

## Biografía
Entró en el noviciado que la Compañía de Jesús tenía en Villagarcía de Campos el 28 de abril de 1747. Hizo sus primeros votos el 29 de abril de 1749. Como estudiante de filosofía en Medina del Campo debió destacar por su talento, porque el padre José Petisco, escriturista famoso por su versión de la Biblia al castellano y que por entonces se especializaba en Lyon en lenguas bíblicas y clásicas para enseñar en Villagarcía, escribía al padre Isidro López, que también estaba en Francia pensionado oficialmente por el marqués de la Ensenada:
¡Oh, qué pérdida para los artistas (los estudiantes de filosofía) de Medina, sobre todo para el ingenio aún poco conocido de Ángel Sánchez! (Carta inédita del 20 de diciembre de 1751 desde Lyon).
Fue ordenado sacerdote el 15 de octubre de 1755 en Valladolid por el obispo Isidro Cossío y Bustamante, y profesó solemnemente en Salamanca el 15 de agosto de 1764. En 1761 se encontraba enseñando filosofía en el Colegio de San Ambrosio de Valladolid. En 1764 enseñaba Teología en Salamanca, y en 1767 estaba otra vez en San Ambrosio como prefecto de casos de conciencia y confesor en el templo. 
Decretada la expulsión en 1767 de los jesuitas de España y sus colonias, se embarcó en Ferrol el 25 de mayo de 1767 en el paquebote San José, llevando un diario del viaje que se ha conservado, y pasó a vivir en Bolonia, instalado en la casa Fontanelli, donde desarrolló varias disputas teológicas y se pasó todo el destierro traduciendo partes de la Biblia; allí lo encontró en 1788 el helenista de la Universidad de Salamanca Nicolás Rodríguez Lasso (1747-1820) terminando su traducción de los Salmos. Escribió un memorial al rey, con carta a Floridablanca, en el que exponía la difícil situación económica de los jesuitas expulsados y solicitaba un aumento de la pensión. Todavía estaba en Bolonia en 1791, pero regresó a España y falleció el 15 de diciembre de 1803 en Palencia.
Ángel Sánchez es autor de numerosas obras vinculadas a los comentarios bíblicos que vieron la luz a fines de siglo, cuando el Estado y la Iglesia permitieron traducir las Sagradas Escrituras al español: Filosofía del espíritu y del corazón, enseñada en el Libro sagrado de los Proverbios... (1785) (que además traduce el Eclesiastés, Sabiduría y Eclesiástico); Los Salmos traducidos en verso castellano y aclarados con notas que sirven de paráfrasis y explican su sentido literal (1789); Cánticos del antiguo y nuevo testamento traducidos en verso castellano, y aclarados con notas (1789); y una epopeya culta en silvas sobre el emperador romano Tito y la destrucción del Templo judío de Jerusalén, Titiada compuesta en doce libros (1793), inspirada en Flavio Josefo, al que precede un largo "Discurso sobre la epopeya" del anónimo anotador, que bien podría ser él mismo.
"La obra de traducción bíblica de este exjesuita es, probablemente, la más importante en este siglo, después de la de Felipe Scío de San Miguel, afirma José Manuel Sánchez Caro. Traduce desde la Vulgata latina en verso rimado, literalmente pero con cierto valor poético. Lorenzo Hervás y Panduro reseña su obra en la Biblioteca jesuítico española (1793). Su compañero jesuita Manuel Luengo nos aclaró en su Diario los muchos obstáculos que el Consejo de Castilla puso a la edición de sus obras, y hace una larga y elogiosa crítica en 1786 de la traducción «muy literal» de estos libros de la Sagrada Escritura.

## Obras
- Filosofía del espiritu y del corazón, enseñada en el Libro sagrado de los Proverbios traducido en rima castellana y aclarado con notas, que explica todo el sentido literal. Madrid, imprenta de Benito Cano, 1785, 4 vols. Es un texto bilingüe paralelo español-latín, que ordena los comentarios por capítulos. Aunque dice en el título que traduce el libro veterotestamentario de Proverbios, también traduce el Eclesiastés, Sabiduría y Eclesiástico. Un manuscrito, al parecer copia de trabajo y con correcciones del primer tomo del autor, aparecido a la venta en la librería anticuaria Farré de Barcelona (ref. 61390), lleva por título uno ligeramente diferente: Filosofía del espiritu, y del corazon enseñada en los sagrados libros de los Proverbios, Eclesiastes, Saviduria, y Eclesiastico. Traducidos en rima castellana, y aclarados con notas literales. Para más confusión, se volvió a imprimir con otro título más preciso al año siguiente: Traducción de los Quatro Libros Sapienciales de la Sagrada Escritura: en que se enseña por el Espíritu Santo la verdadera filosofía del espíritu y del corazón: tomo tercero, que contiene la primera parte del libro Eclesiástico. Puesto en rima Castellana, y aclarado con Notas, que sirven de una paráfrasis perpetua, y explican su sentido literal, por D. Ángel Sánchez, de la extinguida Compañía... Madrid: imprenta de Benito Cano, 1786, en cuarto; el segundo volumen con ...Tomo quarto, que contiene la segunda parte del Libro del Eclesiástico..., por el contrario en Madrid: Blas Román, impresor de la Real Academia de Derecho Español y Público, 1786.
- Los Salmos traducidos en verso castellano y aclarados con notas que sirven de paráfrasis y explican su sentido literal, Madrid: Plácido Barco López, 1789, 2 vols.
- Cánticos del Antiguo y Nuevo Testamento traducidos en verso castellano, y aclarados con notas Madrid: Plácido Barco López, 1789 (versión bilingüe en dos columnas).
- Titiada compuesta en doce libros, Madrid: Viuda de don Joaquín Ibarra, 1793, 2 vols.